# Jiří Malásek
Jiří Malásek (7. srpna 1927 Brno – 26. září 1983 Teplice) byl český klavírista, hudební skladatel a aranžér, rozhlasový a televizní hudební dramaturg, otec skladatele a klavíristy Petra Maláska.

## Život
Po maturitě studoval práva. Hudební činnosti se zprvu věnoval amatérsky, hudební teorii i hru na klavír studoval pouze soukromě. Později působil coby sólový klavírista, kde hrával s různými tanečními orchestry – např. s Orchestrem Karla Vlacha nebo Orchestrem Dalibora Brázdy. Od roku 1955 pracoval také pro Československý rozhlas, kde působil i jako hudební dramaturg. Zde se seznámil se skladatelem Jiřím Bažantem, s nímž později vytvořil známé a úspěšné hudební skladatelské, aranžérské a klavírní duo. Kromě Československého rozhlasu pracoval také pro Československou televizi.
Nahrál celou řadu snímků a kromě toho komponoval, jednalo se nejen o filmovou a scénickou hudbu, ale i o populární písničky, náladovou hudbu k poslechu jakož i o hudbu pro muzikály. Zřejmě jeho nejznámější nahrávkou je jeho interpretace skladby Ballade pour Adeline, nazvaná Balada pro Adélku.[zdroj?] Kromě toho také působil jakožto porotce v různých hudebních soutěžích a soutěžních festivalech.

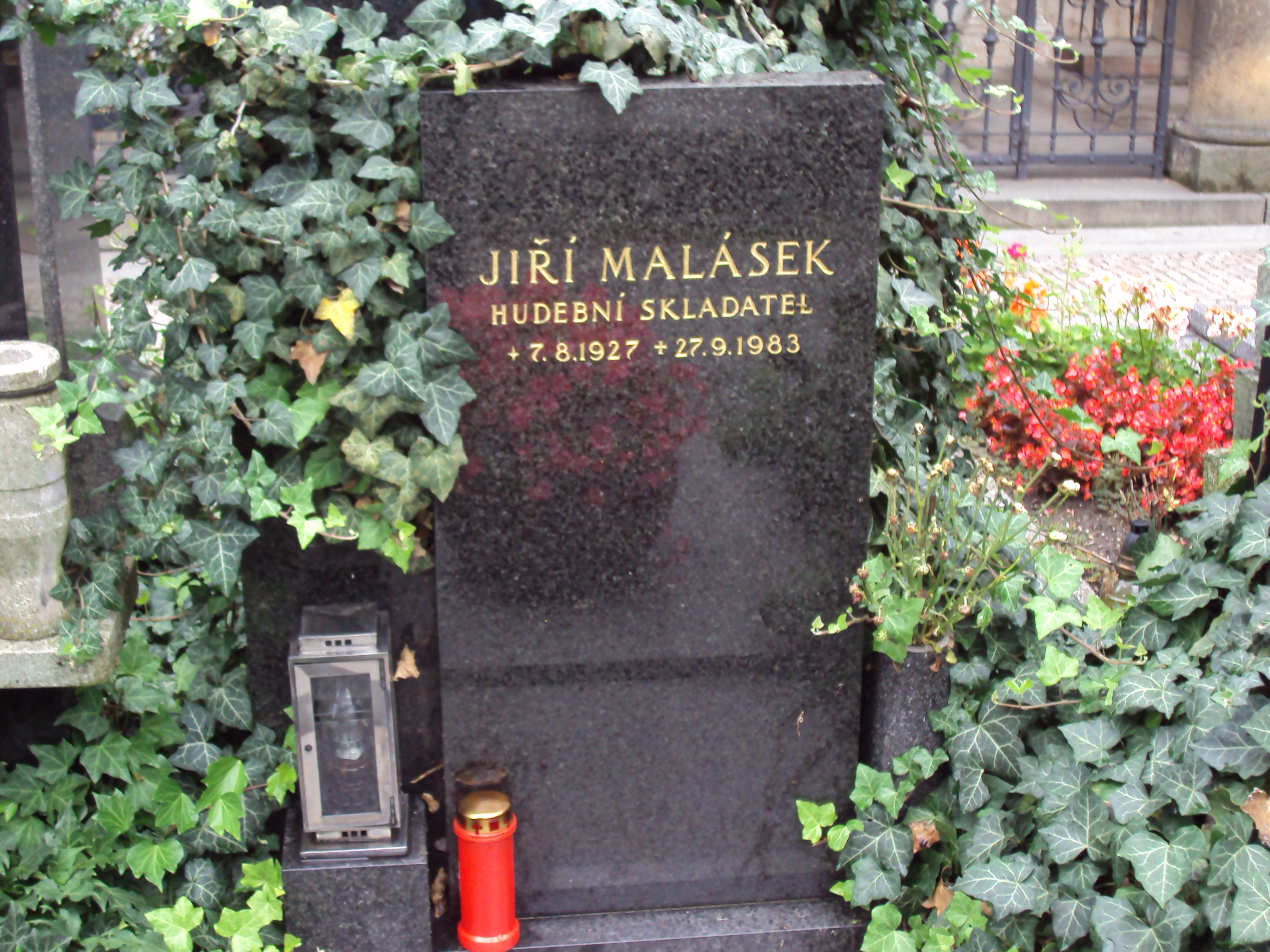
Pohřben na Vyšehradském hřbitově

## Diskografie
- Romantický klavír I.
- Romantický klavír II.
- Romantický klavír III.
- Nostalgický klavír
- Život je bílý dům
- Zlatá kolekce, 2017